# Robert Peugeot (1873-1945)
Pour les autres membres de la famille, voir famille Peugeot.
Pour les autres membres de la famille, voir Robert Peugeot (1950-).

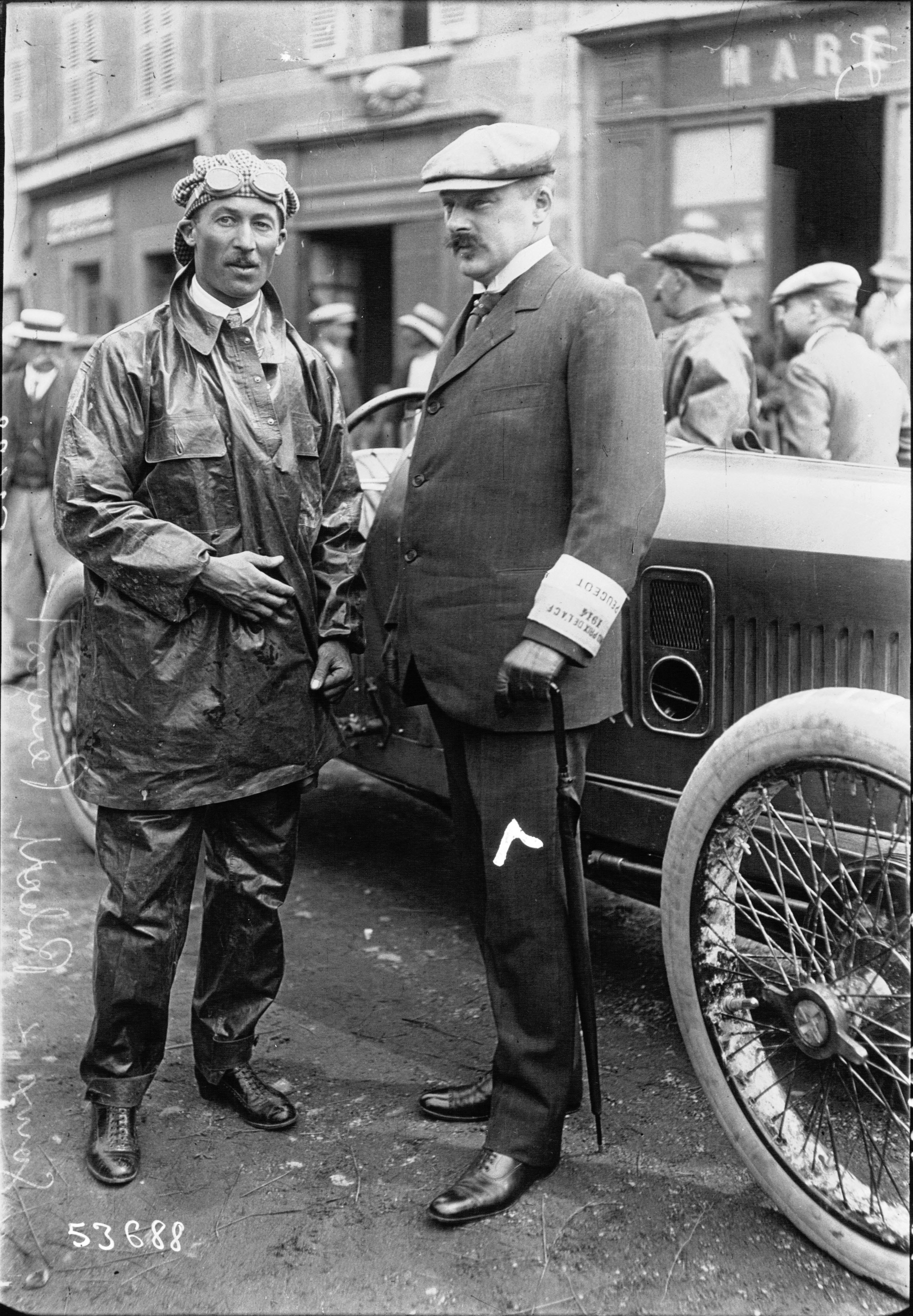
Jules Goux avec Robert Peugeot, alors patron depuis février 1910 (GP Fr. 1914).

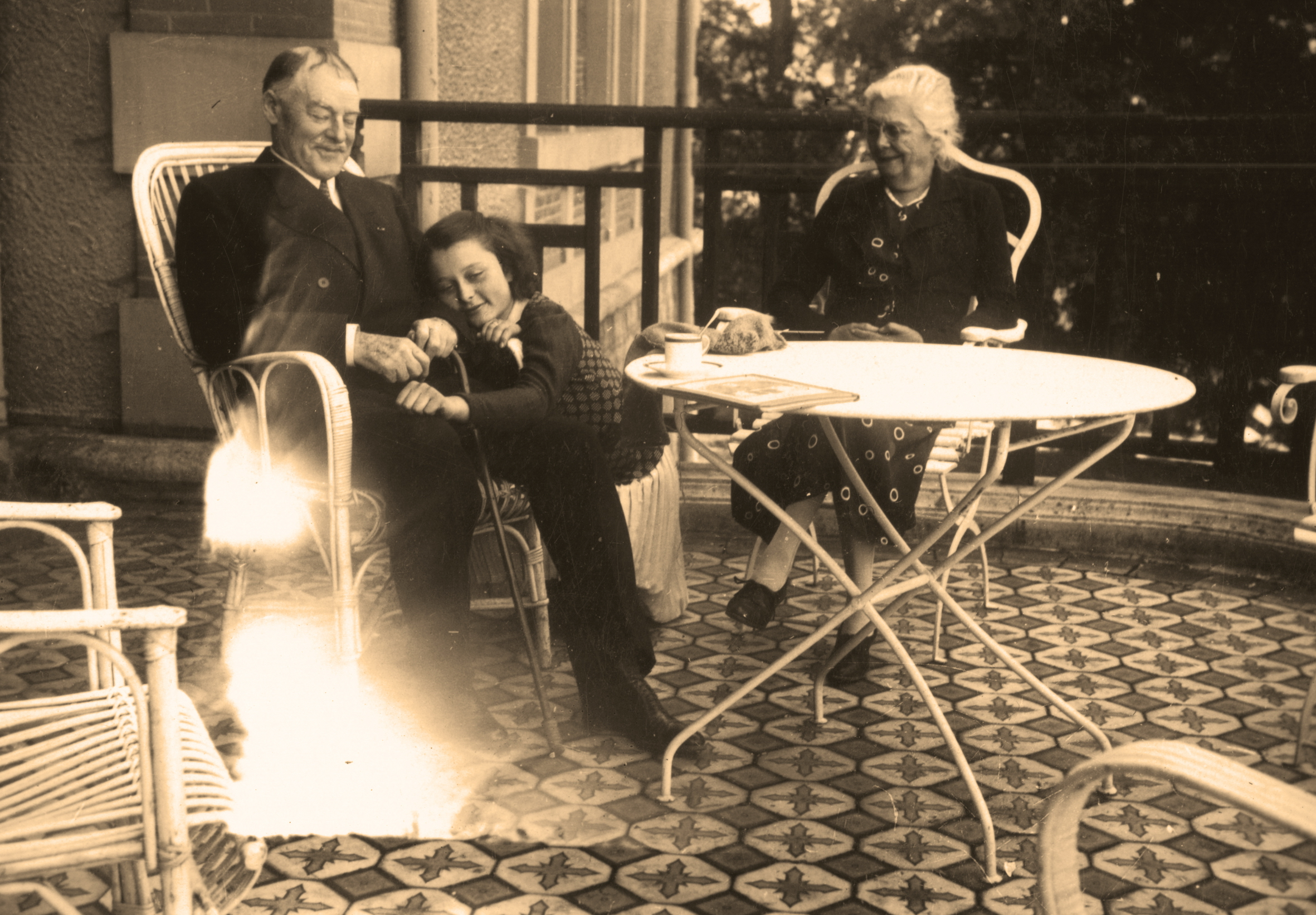
1942 : Robert Peugeot avec son épouse Jeanne Peugeot née Japy (1872-1958) et sa petite-fille Christiane Peugeot.

Robert Peugeot, né le 21 juillet 1873 et mort le 7 juillet 1945, est un industriel français. C'est lui qui a donné l'immense impulsion au constructeur automobile Peugeot.

## Biographie
Il est le fils d'Eugène Peugeot (1844-1907) et d'Hélène Koechlin (1848-1924).
Robert Peugeot est diplômé de l'École Centrale Paris, promotion 1895. 
Isaac Koechlin — qui remporta officiellement Paris-Bordeaux-Paris avec Paul sur une Peugeot-Daimler Type 7 phaéton (4 places) — fut pendant de longues années son administrateur délégué au sein de la société. 
De 1908 à 1935, Robert Peugeot est maire de Mandeure. À partir de 1912, il organise les courses d'aviettes.
Il dirige le groupe Peugeot de 1915 à 1928.

## Distinctions
- Commandeur de la Légion d'honneur

### Vie familiale
Ses cinq enfants sont :
- Jean-Pierre III Peugeot (1896-1966), directeur en son temps des Automobiles Peugeot ;
- Hélène Friedel née Peugeot (1897-1942) ;
- Eugène II Peugeot (1899-1975), directeur en son temps des Cycles Peugeot ;
- Rodolphe Peugeot (1902-1979), résistant pendant l'occupation allemande, directeur en son temps des AOP (Aciers et Outillages Peugeot) ;
- Marthe Peugeot (1908-2000).

## Bibliographie

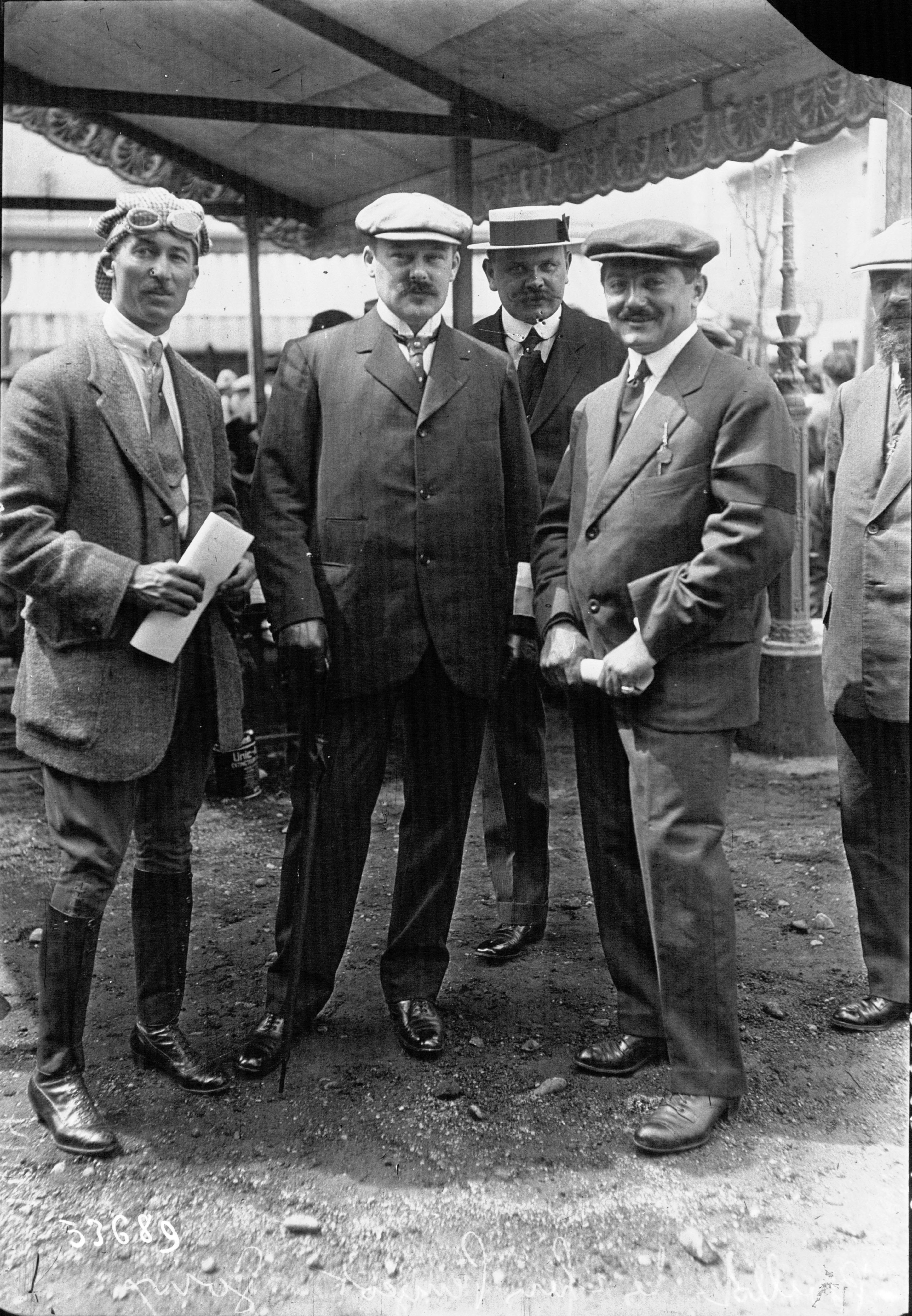
Goux, R. Peugeot, et Georges Boillot en 1914 (pilotes officiels).